# Олександрівська каплиця (Харків, при Олександрівській лікарні)
Олександрівська каплиця — культова споруда кінця XIX сторіччя у Харкові. Створена після невдалого замаху на царя Олександра II, освячена в честь Олександра Невського при Олександрівській лікарні міста Харкова.

## Історична довідка
Побудована у 1869—1870 рр. за проєктом архітектора Покровського Бориса Семеновича. Входила до комплексу споруд міської Олександрівської лікарні (1869), що розташовувалася на вулиці Благовіщенській, 25. Спочатку була відкритою, згодом західний і східний отвори закладені до рівня підвіконь. Знесена у 1920-ті — 1930-ті роки.

## Цікавинки
З цією каплицею пов'язані деякі дивацтва, не роз'яснені й понині. Наприклад хрест на ній стояв «неправильно» (орієнтований не на вісь схід-захід, а звернений до вулиці). Зображення її збереглися у великій кількості.

## Галерея

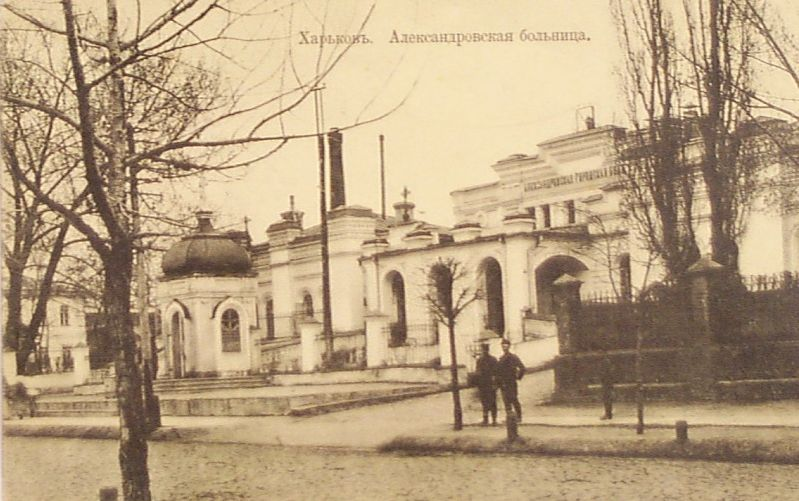
Після реконструкції
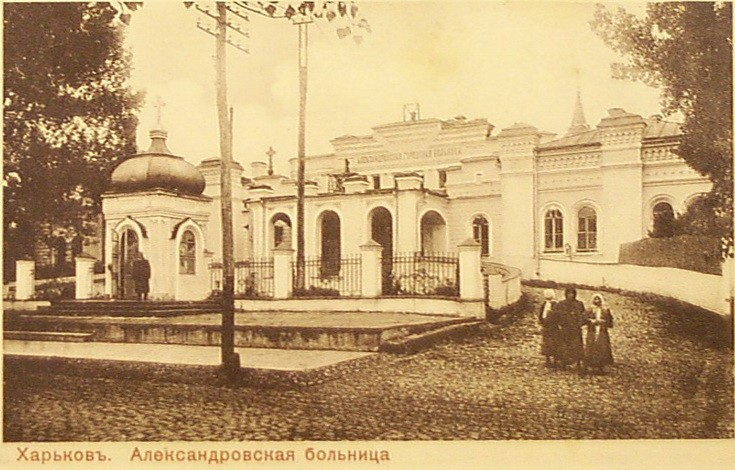
На фото видно неправильно повернутий хрест
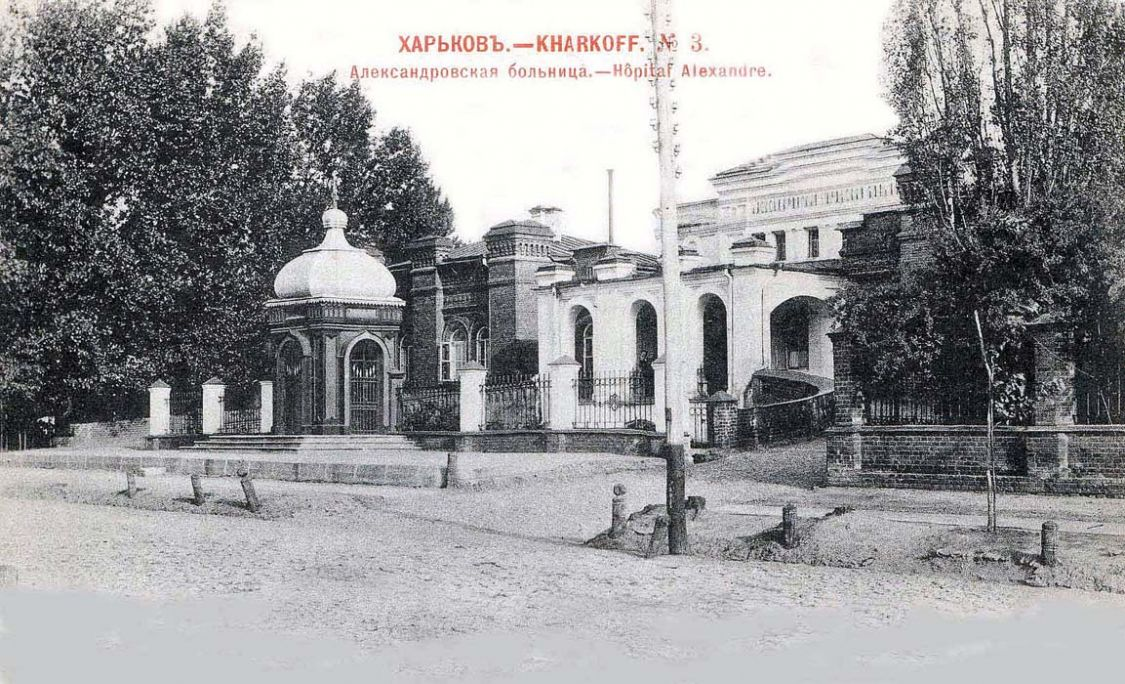
1870-ті
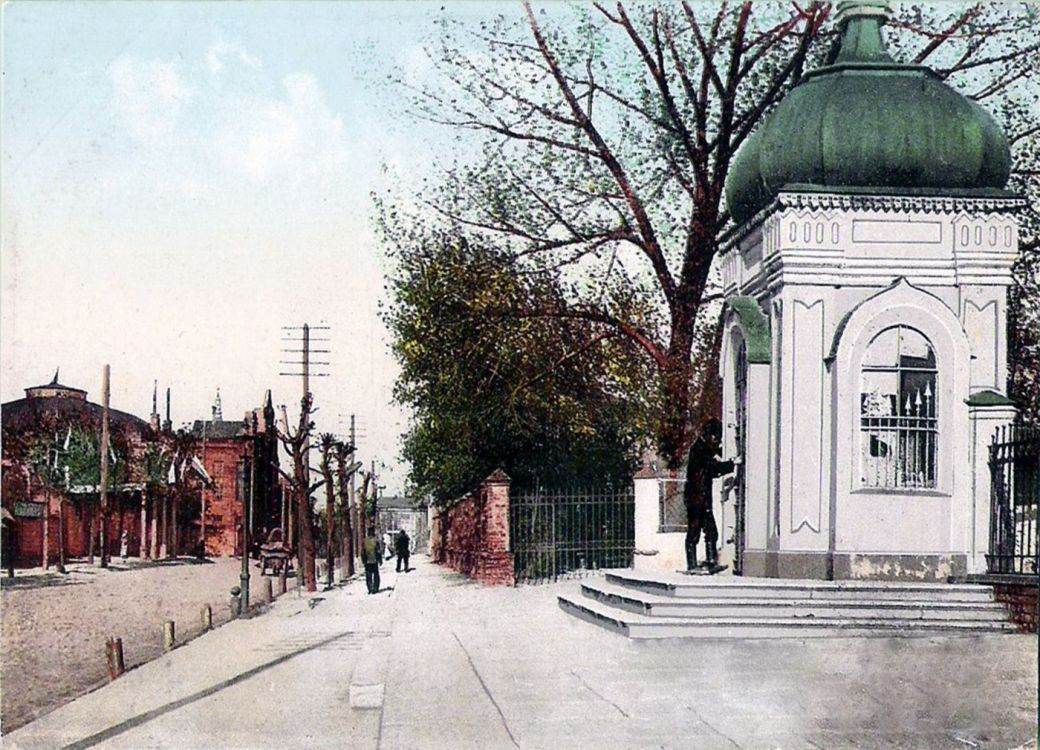
Після реконструкції. Фото зроблене після 1908 року, вдалині видно театр Муссурі